# イランの核開発計画
イランの核開発計画（イランのかくかいはつけいかく）では、イランが行っている原子力（核エネルギー）開発について記述する。後述するように、イラン政府首脳は核兵器の開発・製造も可能であると発言しているが、同時にそうした意図はないと主張している。「イランの核開発問題」も参照。
1979年のイラン革命により、同国はイスラム教シーア派を国教とするイラン・イスラム共和国となり、パフラヴィー朝時代は友好関係にあった米国やイスラエルなどと対立するようになった。このためイランの核兵器開発は西側諸国などによって警戒や経済制裁の対象になっており、米国とイスラエルは「阻止」を明言している。これまでにモフセン・ファフリザデを含む複数のイラン人核科学者が暗殺され、両国の関与が指摘されている。
2023年6月、イランの最高指導者アリー・ハーメネイーは、イランの核兵器保有を西側諸国が「止めることはできない」ものの、「宗教上の信念」から、核兵器保有を「求めていない」と語っている。    

## 概要
イランの核開発計画は1950年代、米国の援助による「平和のための原子力」計画の一環として始まった。米国や西側諸国のイランの核開発計画への関与は、イラン革命でモハンマド・レザー・パフラヴィーが失脚するまで続いた。
1979年の革命後、秘密の研究計画は、核兵器をイスラム法学の立場から悪と見なし深刻な宗教的疑念を抱いたアーヤトッラー・ホメイニーにより解散された。イラン・イラク戦争の際に小規模な研究が再開され、1989年のホメイニーの死後、大幅に拡大された。イランの核開発計画は複数の研究所、2つのウラン鉱山、実験用原子炉、さらに3つの有名なウラン濃縮工場などのウラン処理施設を含む。核開発にはIAEAやロシア、中国、アルゼンチンなどが支援を行ったが、事あるごとに米国が圧力をかけ、いくつかは中止された。
2003年にイラン政府がナタンズ核施設を認め、IAEAの視察を受け入れた。ここから国際的な問題となっていった。
イランの最初の原子力発電所であるブーシェフル第1原子炉は、主にロシアの国営原子力企業ロスアトムによる援助で完成し、2011年9月12日に公式に稼働を開始した。イランはダールホヴィーンに新たな360メガワット級原子力発電所を建設中と発表した。また、ロシア国営原子力企業アトムエネルゴプロムは、ブーシェフル原発は、2012年末にはフル稼働能力に達すると表明した。イランは将来的に更なる中規模原発建設とウラン鉱山の開発を目指すとも表明している。
2011年11月、国際原子力機関（IAEA）理事会は、イランが過去に核兵器能力開発に向けた研究・実験に取り組んだことを示唆するIAEA 報告書を受け、イランを非難した。IAEA報告書は初めて、イランの起爆装置開発、爆発物の複数ポイントでの起爆、ミサイル発射車両への核弾頭設置実験の概要を綿密に伝えた。イランは報告書の詳細を否定、IAEAが西側諸国に偏っていると非難し、IAEAへの協力を縮小すると警告した。

## 争点

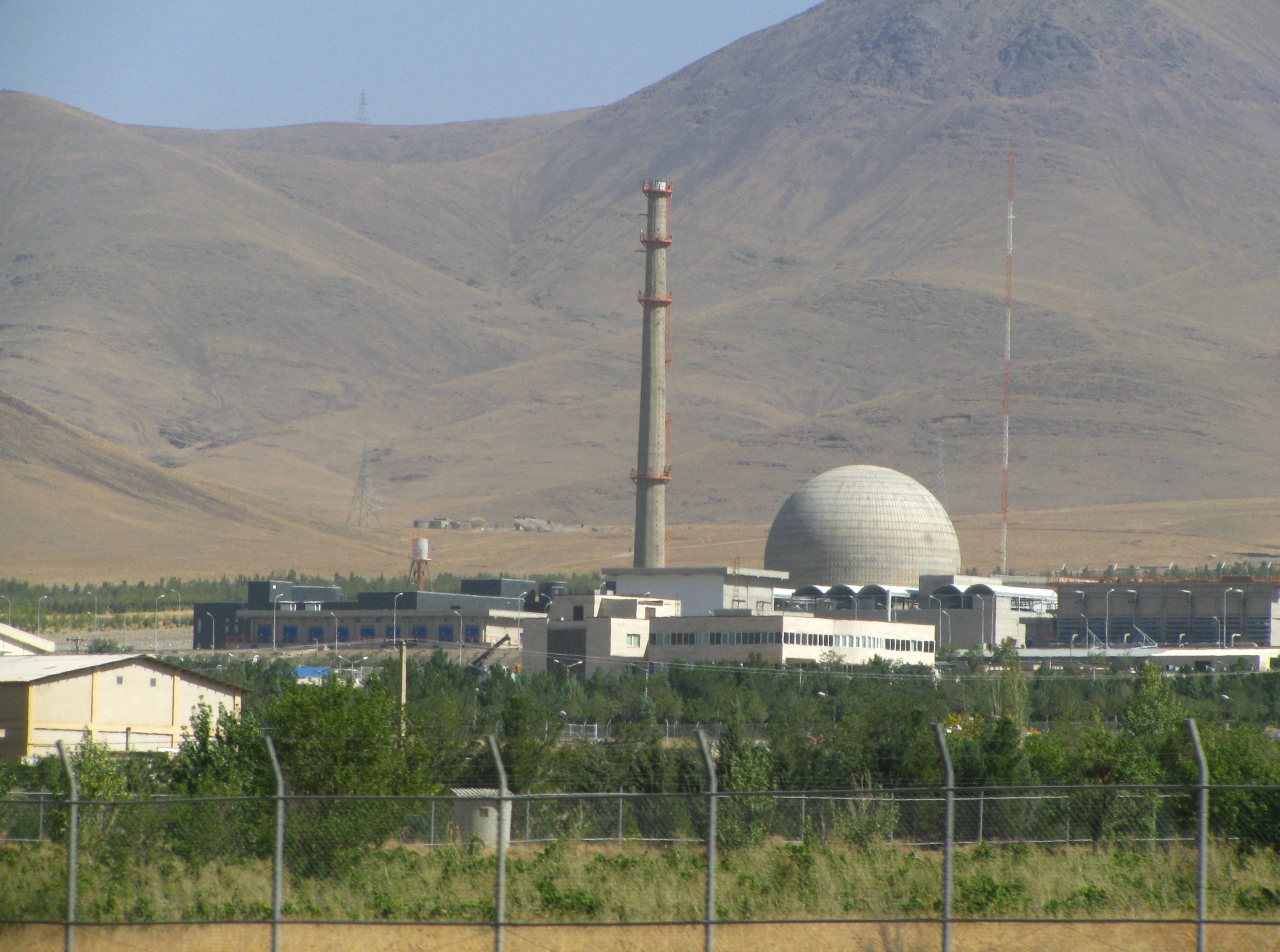
アラークにあるIR-40重水炉

イランの核開発計画に関する論争は、特にIAEAに対しイランがウラン濃縮・再処理の機密計画を申告しなかったことをめぐり主に行われてきた。濃縮によって原子炉燃料用ウランまたは（濃縮レベルがより高い場合は）兵器用ウランの製造が可能になるからである。イランは、自国の核開発計画は平和目的で、濃縮レベルは民生の原発用燃料と一致する5％以下であると表明している。また、イランは米国の圧力で、複数の外国政府との原発契約が中止に追い込まれたことを受け、秘密開発にせざるを得なくなったと主張している。IAEA理事会はイランの保障措置協定違反を国連安全保障理事会に報告し、安保理はイランに核濃縮活動を中止するよう求めた。しかし、イランのマフムード・アフマディーネジャード大統領は、制裁は「違法」で、「傲慢な大国」が押しつけたものであり、イランは自ら平和目的と主張する核開発計画の監視を「適切な法的手段」であるIAEAを通じて追及すると決定した、と述べた。
イランが過去に核開発計画を申告しなかったという疑惑を受け、IAEAは調査を開始し、2003年11月、同国が核開発計画をIAEAに報告するという核拡散防止条約（NPT）の保障措置協定に基づく義務に組織ぐるみで違反したと結論付ける一方で、核兵器開発計画との関連を示す証拠はないとも報告した。IAEA理事会は違反に関する正式判断を2005年9月まで延期し、2006年2月に国連安全保障理事会にイランの違反を報告した。IAEA理事会がイランの保障措置協定違反を国連安保理に報告した後、安保理は同国に濃縮計画中止を要求した。イランの拒絶を受け、安保理は制裁を課すことを決定した。

## 歴史

### 1950年代と1960年代
イランの核開発計画は1957年3月5日、「原子力の平和利用研究協力協定案」が、当時のドワイト・D・アイゼンハワー大統領の「平和のための原子力」計画の下で発表され、基礎が築かれた。
1967年、イラン原子力エネルギー庁（AEOI）が運営する「テヘラン原子力研究センター」（TNRC）が設立された。TNRCは米国提供の5メガワット級原子力実験炉を備え、燃料に高濃縮ウランが用いられた。
イランは1968年に核拡散防止条約（NPT）に調印、1970年に批准し、同国の核開発計画はIAEAの検証下に置かれた。

### 1970年代
イランのパフラヴィー国王は、2000年までに米国の援助で最大23基の原発を建設する計画を承認した。1974年3月、パフラヴィーは世界の原油供給が枯渇する時代を見越し、「石油は崇高な原料で、燃やすにはあまりに貴重であるため（中略）、イランはできるだけ早い時期に2万3000メガワット級原子力発電を目指す」と宣言した。
1976年、当時のジェラルド・フォード大統領は、原子炉用燃料からプルトニウムを抽出するために米国製再処理施設を購入し、操業する機会をイラン政府に提供する大統領令に署名した。この協定は、核燃料サイクルの完全な確立を目指すものであった。当時、ディック・チェイニーは大統領首席補佐官、ドナルド・ラムズフェルドは国防長官であった。フォード大統領の戦略文書は、「原子力導入がイラン経済の増大するニーズを満たすとともに、残る石油備蓄が輸出か、石油化学への転換に回される」と指摘した。

### 革命後、1979年 - 1989年
1979年の革命を受け、イランと国際社会による原子力協力の大半は中止された。イランは後に、この体験から外国施設と外国の燃料供給は核燃料供給としては信頼が置けないことを理解したと主張している。
革命時、イランはフランスの欧州ウラン濃縮機構の共同所有者であったが、その後まもなく、同施設はイランへの濃縮ウラン供給を停止した。クラフトワーク・ユニオンは1979年1月、ブーシェフル原子炉の完成段階が50％と85％の段階で建設計画を中止し、同年7月、プロジェクトから完全撤退した。
1981年、イラン政府当局は同国の核開発継続を決定した。IAEAへの報告書は、エスファハーン原子力技術センター（ENTEC）の施設は、「原子力技術の移転・開発のセンターとして機能するとともに原子炉技術と燃料サイクル技術分野における非常に野心的な計画を維持するのに必要な国内の専門知識とマンパワーの形成に貢献する」はずと指摘した。
イラン・イラク戦争の際、ブーシェフル原子炉2基が、複数のイラクによる空爆で損傷を受け、核開発計画は停止した。イランはIAEAに空爆被害を報告し、国際社会の無為無策と、空爆でフランス製ミサイルが使用されたことを非難した。

### 1990年 - 2002年
1990年、イランは、核開発計画の新たなパートナー探しのために国外に目を向けた。しかし極端に異なる政治的風土と懲罰的な米国の経済制裁により候補はほとんど見つからなかった。
ロシアは1990年代初頭、イランにロシアの原子力専門家と技術情報を提供する共同研究機関「ペルセポリス」を設立した。ロシア連邦宇宙局など5つのロシア機関がイラン政府のミサイル改良を援助した。イランとの技術情報の交換はロシア対外情報庁（SVR）のヴャチェスラフ・トルブニコフ長官が個人的に承認した。当時のロシア連邦大統領ボリス・エリツィンはイランに民生用原子力技術を提供する一方で、その問題を米国政府と話し合うという「二股政策」を取った。
1995年、イランは、ロシアの原子力省と契約を交わし、部分的に完成していたブーシェフル原発の工事再開を目指した。2009年完成をめどに、既にあるブーシェフル第1原発ビルへの915メガワット級VVER-1000加圧水型原子炉の設置を開始した。
1996年、米国は1980年代からイランに小型原子炉など核技術を提供してきた中国に対してエスファハーン原子力技術センターのウラン転換施設建設から撤退するよう説得することに成功した。しかし、中国政府はイラン政府に施設の設計図を提供し、同政府はIAEAに計画継続を通知、当時のモハメド・エルバラダイIAEA事務局長は同建設地への訪問さえ行った。

### 2002年 - 2005年
2002年8月14日、イランの反体制組織「イラン国民抵抗評議会」のアリーレザー・ジャアファルザーデ報道官が、建設中の2か所の核施設、ナタンズのウラン濃縮施設（一部は地下施設）とアラクの重水施設の存在を公表した。各国情報機関は既にこれらの施設の存在を知っていながら、報告書は秘密扱いされてきたという主張が有力である。
フランス、ドイツ、英国（EU-3）は、イランの核開発問題の解決に向け率先して同国との間で外交交渉に乗り出した。2003年10月21日、イランの首都テヘランで、イラン政府とEU-3の外相により「テヘラン宣言」が発表され、イランはIAEAに協力し、自発的な信頼醸成措置としてIAEAの追加議定書に調印し、その内容を実行する上、その交渉の間、ウラン濃縮、再処理活動を停止することに同意すると表明した。EU-3はその見返りとしてイランの原子力利用の権利を認め、イランが自国の核開発計画に関して「満足のいく保証」を行う方法を話し合い、しかる後にイランによる最新技術の利用を援助することに明示的に同意した。イランは2003年12月18日、追加議定書に調印した上で、批准するまでの期間、IAEAに必要な報告書を提出し、同査察官に必要な査察を許可するなど、同議定書が発効した場合と同様に振る舞うことに同意した。
2003年11月10日のIAEA報告書は、「イランが、核物質とその処理、使用に関する報告と、同物質を処理、貯蔵した施設の公表に関して、安全保障措置協定に盛られた義務の遂行を長期間にわたり何度も怠ったことは明白」としている。イランは中国からのウラン輸入と、ウラン転換・濃縮活動におけるその後のウランの使用をIAEAに通告するよう義務付けられた。さらにプルトニウム抽出実験をIAEAに報告することも義務付けられた。しかしイランはIAEAに査察許可を与えるとの約束を反故にし、2005年10月、上記の追加議定書に関する合意履行を停止した。
IAEAが「隠匿のパターン」と評するイランによる特定のIAEA保障措置協定「違反」例の包括的なリストが2004年11月15日に出されたイランの核開発計画に関するIAEA報告書に掲載された。
2005年、ドイツは原子力機材の対イラン輸出を停止し、1980年代にイランがそうした機材購入のため支払った代金の払い戻しも停止すると表明した。

### 2006年 - 2012年
2006年2月4日、IAEA理事会は35カ国理事による投票の結果、賛成27、反対3、棄権5（アルジェリア、ベラルーシ、インドネシア、リビア、南アフリカ）でイラン問題を国連安保理に付託する決定を下した。付託は英国、フランス、ドイツが提案して米国が支持した。安保理常任理事国のロシアと中国は、安保理が3月以前には行動を起こさないことを条件に付託に賛成した。反対したのはイランと同じく反米のベネズエラ、シリア、キューバであった。イランは2006年2月6日、報復として、追加議定書の自発的実施を停止し、その他の自発的で法的拘束力のないIAEAへの協力も、保障措置協定の内容を除き全て停止した。
2006年2月後半には、IAEAのモハメド・エルバラダイ事務局長が、イランに、産業規模の濃縮を中止し、開発計画を小規模実験施設に限定し、ロシアから核燃料を輸入する案（核燃料バンクの項参照）を提示した。イラン政府は原則として濃縮の権利は手放さないとしながらも、妥協による解決策は検討すると表明した。しかし2006年3月、当時のジョージ・W・ブッシュ政権はイランでのいかなる濃縮も認めない立場を鮮明にした。
2006年4月11日、イランのアフマディネジャド大統領は、同国がウラン濃縮に成功したと発表。同大統領は、同国北東部の都市マシュハドでテレビ演説を行い、「イランが原子力技術を保有する国々の仲間入りを果たしたことを公式に発表する」と述べた。100機の遠心分離機を用いて3.5％のウラン濃縮が行われたとされた。
2006年4月13日、当時のコンドリーザ・ライス米国務長官が、国連安保理はイラン政府に核開発計画の進路変更を促すため「強力な措置」を検討する必要があると述べた翌日の13日、アフマディーネジャード大統領は、イランがウラン濃縮から撤退することはなく、国際社会は同国を原子力国家として扱うべきと主張した上で、「イランが核燃料サイクルを完成したことを怒る者に対する回答は一言に尽きる。『我々を怒り、その怒りで自ら死ねばよい』、なぜなら『イランのウラン濃縮の権利の是非についてはいかなる者とも話し合いをしないからだ』と述べた。
2006年4月14日、米シンクタンクの科学国際安全保障研究所（ISIS）がナタンズとエスファハーンのイラン核施設の衛星解析映像を公表した。映像にはイスファハンのウラン転換施設（UCF）付近の新たなトンネルの入り口と、ナタンズのウラン濃縮施設で継続する建設工事が映っていた。さらに、2002年に遡る一連の映像には地下の濃縮建物と、後に土壌、コンクリート、その他の材料でそれを覆い隠した跡が示されていた。両施設とも既にIAEA査察と保障措置協定の対象であった。
国連安全保障理事会は2006年7月31日の決議1696号で、イランに濃縮・再処理関連の全活動の停止を求めた。
2006年12月26日の国連安保理決議1737号は、濃縮関連活動の遅滞なき停止を求めた先の決議にイランが違反したとして、一連の対イラン制裁を発表した。制裁は核・弾道ミサイル技術の移転を主な対象とし、中国、ロシアの懸念に配慮し米国が求めた内容より軽いものにとどまった。この決議に先立ち、IAEAは、イランが保障措置協定に基づく査察は受け入れたものの、濃縮関連活動は停止していないという報告書を発表した。

#### 国連安全保障理事会
国連安全保障理事会はこれまで7本の対イラン決議を採択してきた。
- 決議1696号（2006年7月31日）：国連憲章第7章を引用して、対イラン要求に法的拘束力を与え、イランにウラン濃縮活動停止を求めた。
- 決議1737号（2006年12月23日）：イランがウラン濃縮活動の停止を拒み、核問題での協力を中断したことを受け、イランにIAEAへの協力を要求し、同国の核・ミサイル計画に関連する一連の個人、組織の資産凍結を定めた。同決議により制裁の実施を監視する委員会が設置された[59]。
- 決議1747号（2007年3月24日）：制裁対象となるイラン組織のリストを拡大し、国連安全保障理事会常任理事国にドイツを加えた6カ国によるイランの核開発計画に関する問題解決に向けた提案を歓迎した。
- 決議1803号（2008年3月3日）：国連安保理は、個人、組織の制裁対象を拡大し、制裁対象の個人に渡航制限を課し、核・ミサイル関連技術と二重用途の物品の対イラン輸出を禁止した[60]。
- 決議1835号（2008年9月27日）：これに先立つ関連4決議を再確認した（関連する7決議のうち、国連憲章第7章を引用していないのは1決議のみである）。
- 決議1929号（2010年6月9日）：対イラン武器禁輸の完全実施を定めイランの弾道ミサイル関連活動を全面的に禁止し、制裁に違反する出荷の査察と押収を認可し、イラン革命防衛隊（IRGC）とイラン国営船社（IRISL）の資産凍結を拡大した。決議は賛成12、トルコ、ブラジル2国の反対、レバノンの棄権で採択された。米国、欧州連合、オーストラリア[61]、カナダ[62]、日本[63]、ノルウェー[64]、韓国[65]、ロシア[66]など多くの国が制裁の実施、拡大の手段を発動した。
- 決議1984号（2011年6月8日）：決議1929号で設置した専門家パネルの任務を12カ月間延長した。

その他、米国とEUを中心に強い2国間制裁を受け、1000億ドルの経済損失を被ったとされる。

### 2013年 - 2019年
2013年から制裁に関する本格的な交渉に入り、2015年7月14日、P5プラス1とイランとの間で行われていた核協議が最終合意に達した。
2016年1月16日、国際原子力機関（IAEA）はイランが核濃縮に必要な遠心分離器などを大幅に削減したことを確認したと発表。これを受けてイランとP5プラス1は同日、合意の履行を宣言し、米欧諸国はイランに対する経済制裁を解除する手続きに入った。
2018年にトランプ政権下の米国が、核合意からの一方的な離脱を表明し、経済制裁を再開するとした。欧州はこれを説得できず、イラン側も合意離脱を宣告した。

### 2020年代
2020年8月23日、イラン原子力庁の報道官は、同年7月にナタンズの核施設で発生した火災の原因について、何者かによる破壊工作であったことを発表。
同年11月27日 - イラン国営メディアは、イラン核開発で中心的な役割を担ってきた科学者が何者かにより銃撃され、殺害されたことを発表。死亡した科学者は、過去にイスラエルの首相ベンヤミン・ネタニヤフが警戒対象として名指しした人物であった。イランのモハンマド・ジャヴァード・ザリーフ外相は、イスラエルの関与を疑うコメントを発表した。

## 国際原子力機関

### 2011年11月報告書
2011年11月、IAEAは、イランが2003年まで核兵器の設計を意図した実験を行い、それ以降もペースを落として実験を続けてきた可能性を示す信頼性のある証拠を査察官が発見したとする報告書を発表した。IAEAの天野之也理事は、IAEAが収集した証拠は、「イランが核起爆装置の開発関連活動を行ってきたことを示している」と述べた。イランはIAEAの発表を、「バランスを欠き、職業倫理に反し、政治的動機にまみれ、主に米国の政治圧力によるもの」と全面否定した。西側諸国専門家の多くは、IAEA報告書はメディアにより誤解されてきたと指摘している。
2011年11月、IAEA当局者は「巨大な爆発物格納容器」をパールチーンの施設で特定した。IAEAは後にこれをイランが核兵器能力を開発する実験を行っていたものと評価した。
IAEA理事会はイランの核開発計画がもつ軍事的側面の可能性に「深い、増大する懸念」を表明し、イランの更なる情報提供と査察受け入れは「必要不可欠」とする決議を、賛成32、反対2で可決した。米国は同決議を歓迎し、イランに進路変更を促すため制裁を強化すると表明した。決議を受けイランはIAEAへの協力縮小を示唆したが、イランのアリー・アクバル・サーレヒー外相は同国がNPTやIAEAから脱退する可能性は低いとの見方を示した。

### 2012年11月報告書
11月16日、IAEAは、イランのウラン濃縮能力が継続的に拡大しているとの報告書を発表した。フォルド・ウラン濃縮工場では2784機のIR-1遠心分離機（各々174機の遠心分離機からなる16のカスケード）が設置され、うち4つのカスケードが稼働し、更に4つのカスケードが装備、真空テストを全面的に済ませて稼働待機状態にあるという内容である。イランは20％近い濃縮ウランを、2012年8月のIAEA報告時から43キログラム増の約233キログラム製造したとされた。

### 2021年の抜き打ち査察受け入れ停止通告
2021年2月16日、IAEAはイランが核施設の抜き打ち査察の受け入れを停止すると通告してきたことを明らかにした。イランの措置は、同年誕生したアメリカのジョー・バイデン政権への揺さぶりとの見方があるほか、IAEAが抜き打ち査察でイラン国内で未申告の施設からウラン粒子を発見したためとの報道もなされた。

## イランの世論と政府
イラン国民のあらゆる層の大半は同国の核開発計画を支持しているというインタビュー、調査結果が出ている。2008年の世論調査では、イラン国民の圧倒的多数が同国の原子力エネルギー開発を望み、国民の90％が「燃料サイクルが完結した核開発計画を持つこと」は重要（うち81％は大変重要）と答えている。イランはアラブ国家ではないが、近隣アラブ6カ国の国民も、イランには核開発計画の権利があり、計画中止の圧力に反対すると回答している。国際平和研究所の2010年9月の世論調査では、イラン国民の71％が核兵器開発に賛成し、前回調査からの急激な上昇を示した。しかしイラン国営メディア機関の2012年7月の世論調査では、制裁の段階的な緩和と引き換えにウラン濃縮計画を停止することに国民の3分の2が賛成するとの結果が示されている。イラン生まれの評論家で、「中東経済政治分析社」のメイル・ジャベダンファルは、イラン国民は原子力を求めているが、政府が覚悟する代償を支払ってまで手に入れる気はないと指摘する。
2007年4月9日、イランは3000機の遠心分離機でウラン濃縮を開始したと発表した（施設はナタンズと推定される）。アフマディーネジャード大統領は、「今日をもって我が国は、産業規模で核燃料を製造する原子力クラブ国家の仲間入りを果たしたと宣言する」と述べた。
2012年9月17日、IAEA総会で、フェレイドゥーン・アッバースィー・イラン原子力庁長官はIAEAを非難し、「テロリストと破壊者」がIAEAに潜入し、イランの核開発計画を妨害しようとしている」と述べた。アッバースィーは、2012年8月17日には地下濃縮プラントが破壊攻撃を受け、IAEA査察官がその直後に、同プラントの査察目的でイランに入国したと述べた。AP通信は、同長官の発言は、核開発計画に対する国際社会の圧力に抵抗を続けるイランの決意を反映したものと指摘した。国際戦略問題研究所のマーク・フィッツパトリックは、イランのIAEAへの非難は「激しさを増している。（イランは）ますます追い詰められ、激しく噛みついている」と述べた。西側諸国の専門家の一部はアッバースィー長官の主張はイランがIAEAへの協力水準を公式に引き下げる口実となる可能性があると見ている。アッバースィー長官は総会とは別にIAEAの天野之弥事務局長とも会談し、その後IAEAはイランに核開発計画をめぐる懸念の解消を迫り、IAEAは早い時期に交渉の用意があると表明した。IAEAはアッバースィー長官の「テロリストと破壊者」発言には触れなかったものの、イランが核開発計画をめぐる疑念を払拭するためIAEAの査察に協力することは決定的に重要であると表明した。IAEA総会の関連会合でインタビューに応じたアッバースィー長官は、イランは自国の核開発計画に関する誤った情報を意図的に流し、西側諸国の情報機関を欺いたと発言した。アッバースィー長官は2010年に暗殺未遂事件に遭遇したが、イランは計画の進捗状況を時に誇張し、時に控えめに表現すると、インタビューで述べた。

### イランの原子力国家宣言
2010年2月9日、イラン政府当局は、現存する3.5％濃縮ウランを処理し、医療用アイソトープ生産用の実験炉の燃料生産に向け、最高20％の濃縮ウランを生産する計画を発表した。その2日後、1979年イスラム革命31周年の祝賀式典でアフマディーネジャード大統領は、イランは既に「原子力国家」であると宣言した。IAEA当局者も、イランによる「最高19.8％」のウラン濃縮を確認した。アフマディーネジャード大統領は批判に応えて、「20％の濃縮をなぜ重大と考えるのか。現在ナタンズの施設は20％または80％を超す濃縮能力を持つが、必要がないから生産しないだけ」と述べ、さらに「爆弾を製造したければ、そう宣言していた」と述べた。同日、イラン原子力エネルギー庁の当時の長官アリー・アクバル・サーレヒーは、大統領発表としてロイター通信に、20％の濃縮生産は「大変順調に」進んでいると述べ、「濃縮に制限はない。最高100％も可能だが過去にその意図を持ったことはないし、必要がない限り、現在もその意図はない」と述べた。サーレヒー長官は、20％ウランの生産はテヘランの医療実験炉用で生産は一月に約1.5キログラムに限定されると述べた。

## イランの核兵器能力に関する懸念
イランのアフマディーネジャード大統領はイランの核開発計画を率直な物言いで擁護していた。様々な機会における同氏の発言は、米国、欧州連合、国連など国際社会の多くの国や機関から批判を受けてきた。
アフマディーネジャード大統領には「シオニスト国家（イスラエル）の殲滅」を訴えた発言もある。同大統領はナチス・ドイツによるホロコースト（ユダヤ人虐殺）の歴史的事実に異議を唱え、「シオニズムなき世界」の抗議行動に参加し、多くの機会をとらえてはイスラエルを侮辱してきた。「世界の大国がシオニスト国家という汚らしい細菌を作り上げ、それは猛獣のように中東地域の国々を攻撃している」などである。
これらの発言は、イランがいったん核兵器開発に成功した場合のアフマディーネジャードの意図と、イランの国家としての姿勢に対する懸念を強めるものとなっており、特にイラン隣国の湾岸諸国、その他アラブ穏健諸国、イスラエル、欧州連合、米国、国連などで特に顕著である。